# 전북특별자치도교육청전주학생교육문화관
전북특별자치도교육청전주학생교육문화관은 전북특별자치도 전주시 덕진구 진북동 소재의 학생교육문화관이다.

## 연혁
- 1980.12.06 전라북도청소년회관 설립 인가
- 1983.03.23 청소년회관설치조례 제정 공포
- 1983.11.01 전라북도학생회관으로 명칭 변경
- 1983.11.15 공연장동 준공 및 개관
- 1992.07.13 예능관동 준공 및 개관
- 1998.01.12 전라북도학생종합회관으로 명칭 변경
- 1999.11.15 본관·도서관동, 체육관동 준공
- 2000.06.09 관장 서기관에서 부이사관으로 직급격상
- 2007.01.01 전라북도교육문화회관으로 명칭변경
- 2011.09.01 전라북도교육청 행정기구 설치조례 시행규칙 개정 - 명칭변경(평생학습과→문화예술교육과, 문헌정보과→독서교육과, 관리과→총무과)
- 2012.01.01 제16대 고광휘 관장 취임
- 2013.01.01 제17대 송일섭 관장 취임
- 2019.07.01 제21대 오진 관장 취임
- 2020.07.01 제22대 고광휘 관장 취임
- 2022.07.18 제23대 이현규 관장 취임